# Бертольд Шварц
Бертольд Шварц або Бертольд Чорний (нім. Berthold Schwarz, лат. Bertholdus Niger; також Константин Анклітцен) — легендарний німецький францисканський монах, який нібито жив у XIV столітті. Йому приписують винайдення димного пороху та артилерії в Європі, однак через відсутність надійних свідчень сучасні історики припускають, що він ніколи не існував і вигаданий для підтримки уявлення про європейське походження пороху.

## Свідчення
За свідченнями[від кого?], Бертольд народився наприкінці XIII або на початку XIV століття у Фрайбурзі-в-Брайсгау (за іншими даними — в Дортмунді). Займався хімією; за легендою опинився в тюрмі за звинуваченням у чаклунстві, він продовжував там свої досліди й випадково винайшов порох.
Його справжнє ім'я було Константин Анклітцен (нім. Konstantin Anklitzen); Бертольдом він іменувався в чернецтві, а прізвисько «Шварц» отримав за свої заняття хімією. Деякі вважають, що він був ченцем в Майнці, інші — в Нюрнберзі; Винайдення пороху сталося за одними даними, в Кельні, за іншими — у Госларі. Час винайдення — близько 1330 року (радше, не раніше 1313 року і не пізніше 1359 р.).

### Питання існування
Бертольд трапляється в численних європейських джерелах 15—19 століть, однак свідчення істотно різняться та нерідко спростовуються надійнішими даними. Вірогідних свідчень про його особистість чи взагалі його існування не знайдено. Наприклад, історики Джеймс Партінгтон і Джозеф Нідем вважають, що його було вигадано лише для утвердження німецького (або просто європейського) походження пороху й артилерії, порівнюючи з легендарним Робіном Гудом.

## У літературі
- В романі швейцарського письменника Фрідріха Дюрренматта «Правосуддя» образ Бертольда Шварца як легендарного винахідника пороху використовується для містифікації сімейної історії виробників вогнепальної зброї Штайєрманів.
- У «Сценах з лицарських часів» Пушкіна Шварц змальований просто під іменем алхіміка «перпетуум мобіле» Бертольда.
- У книзі письменників Ільфа і Петрова «Дванадцять стільців» Остап Бендер пожартував, що гуртожиток студентів-хіміків названо іменем Бертольда Шварца (насправді — імені Семашка).
- В романі Володимира Набокова «Solus Rex» Фальтер згадує Бертольда Шварца".. я комбинировал различные мысли, ну вот скомбинировал и взорвался, как Бертольд Шварц".
- У фантастичному романі Дмитра Скирюка «Осінній лис» чернець Бертольд Шварц є дійовою особою. Відповідно, історичний образ переглянуто.
- У повісті Наталени Королевої «1313» Бертольд Шварц (Константин Анклітцен) є головною дійовою особою, а сама історія винайдення пороху набуває містичного забарвлення.
- Шварц згаданий у повісті Тараса Шевченка «Прогулка с удовольствием и не без морали»[5].

## Вшанування
- У Фрайбурзі-ім-Брайсгау йому встановлено пам'ятник (47°59′45.67″ пн. ш. 07°50′57.59″ сх. д. / 47.9960194° пн. ш. 7.8493306° сх. д.)

## Цікаві факти
- Автори псевдонаукової історичної концепції «Нова хронологія», при аргументації тотожності Сергія Радонезького і Бертольда Шварца стверджують, що переклад імені Berthold Schwarz на російську мову дає ім'я Варфоломій Чорний або Варфоломій чернець (монах). Ім'я Варфоломій в миру носив відомий православний святий Сергій Радонезький. Однак німецьке ім'я Berthold походить від давньогерманського імені Berhtwald (Berhtald, Bertold), в основі якого лежать слова beraht, berht (світлий) + wald, walt (влада, сила).[джерело?]